# Nikolai Hartwig
Pour les articles homonymes, voir Hartwig.
 (décembre 2021).
Si vous disposez d'ouvrages ou d'articles de référence ou si vous connaissez des sites web de qualité traitant du thème abordé ici, merci de compléter l'article en donnant les références utiles à sa vérifiabilité et en les liant à la section « Notes et références ».
Le baron Nicolas Genrikhovich Hartwig (russe: Николай Генрихович Гартвиг) (16 décembre 1857 - 10 juillet 1914 à Belgrade) était ambassadeur de Russie en Perse (1906-1908) et en Serbie (1909-1914). Ardent pan-slaviste, il était considéré comme « plus serbe que les Serbes » et, pendant la période précédant la Première Guerre mondiale, beaucoup pensaient qu'il contrôlait pratiquement la politique du gouvernement serbe. Il a fermement défendu la Serbie contre l'Autriche-Hongrie au début de la crise de juillet, au cours de laquelle il est décédé brutalement lors d'une rencontre avec l'ambassadeur austro-hongrois Wladimir Giesl von Gieslingen.